# لوچانی (روستا)
لوچانی (به صربی: Lučani) یک منطقهٔ مسکونی در صربستان است که در لوچانی واقع شده‌است. لوچانی ۲٫۷۵ کیلومتر مربع مساحت و ۵۰۱ نفر جمعیت دارد.